# Limnoporus canaliculatus
Limnoporus canaliculatus är en insektsart som först beskrevs av Thomas Say 1832.  Limnoporus canaliculatus ingår i släktet Limnoporus och familjen skräddare. Inga underarter finns listade i Catalogue of Life.